# Federació Catalana d'Esgrima
La Federació Catalana d'Esgrima és l'organisme que planifica, promou, regula i dirigeix la pràctica de l'esgrima a Catalunya. Forma part de la Unió de Federacions Esportives de Catalunya.

## Història
La Federació d'Esgrima de Catalunya, la van fundar el 4 de maig de 1922 a Barcelona les sales d'armes de l'Ateneu Barcelonès, el Círculo Ejército y Armada, el Gimnàs Solé i el Tiro Nacional de Barcelona. Abans de la creació de la Federació Catalana, l'organisme més important que va existir va ser l'Associació d'Esgrima Barcelonesa, que es va fundar el 15 de desembre de 1913 i el seu primer president va ser Francesc de Moxó i de Sentmenat. Aquesta associació va cobrar tal importància que el 6 de maig de 1914, li va ser concedit el títol de Reial i el 1916 va organitzar el primer Campionat d'Espanya, ja que encara no existia la Federació Espanyola, que no va néixer fins al 1928, ni cap altra federació a l'estat. La funció de la federació, era i és agrupar les persones i els col·lectius de l'esgrima catalana, difondre aquest esport, organitzar els Campionats de Catalunya, vetllar per a la correcta pràctica de les tres armes sabre, espasa i floret, reglamentar l'esport i seleccionar els tiradors que l'han de representar. Va formar part de la Confederació Esportiva de Catalunya primer i de la Unió Catalana de Federacions Esportives (UCFE) després. No consta qui va ocupar la presidència de la federació després de la Guerra Civil, només se sap que el coronel Alberto Caso va ser nomenat el 1939 delegat del Consejo Nacional de Deportes per reorganitzar l'esgrima a l'estat espanyol i que Josep Maria Pallejà va ser delegat provisional per Catalunya. Durant els primers anys de la dictadura franquista va estar sempre controlada per militars, amb molts canvis de juntes directives i presidents i també diverses crisis en les quals es va d'haver de recórrer a juntes gestores. Durant la dictadura franquista la federació va ser només una delegació regional de la Federació Espanyola sota el nom de Federación Regional Catalana de Esgrima, i de mica en mica la pràctica de l'esgrima va anar creixent cins als anys setanta. Amb la restauració de la Generalitat de Catalunya les federacions catalanes van recuperar la personalitat jurídica pròpia, i així el 1982 la federació recupera el nom de Federació d'Esgrima de Catalunya, i el 1994 adopta l'actual nom de Federació Catalana d'Esgrima. Des del 1994 ha engegat un programa de tecnificació que ha portat els millors esgrimidors catalans a incorporar-se a l'estructura de la Residència Blume i del Centre d'Alt Rendiment de Sant Cugat del Vallès, fet que ha suposat un salt qualitatiu de l'esgrima catalana.

## Presidents

### Artemi Bordas Vidal (1922-1923)
Tirador en les modalitats de sabre i espasa, va ser membre del Consell Superior de la Confederació Esportiva de Catalunya durant els anys vint. Com a responsable de la Sala d'Armes de la Representació del Tir Nacional a Barcelona, entitat de la qual era el seu secretari general des de 1919, va ser elegit primer president de la federació quan es va constituir el 4 de maig de 1922. De 1960 a 1965, la Federació Catalana d'Esgrima va organitzar amb el seu nom, com a homenatge a la figura del seu primer president, un trofeu per a tiradors juvenils i debutants.

### Gregorio Pérez Acosta (1923-1925)
Era coronel d'artilleria, vocal de la junta de govern del Círculo del Ejército y de la Armada de Barcelona i director de la seva sala d'armes. Abans de ser president de la federació havia estat, des del mes de gener de 1921, tresorer de la Junta Directiva del Comitè Regional de Catalunya de la Federació Espanyola d'Esports de Defensa.

### Francisco Morquillas Clua (1925-1926)
Veterà de la Guerra de Cuba, va arribar a ser tinent coronel de l'exèrcit. Era tirador del Círculo Cultural del Ejército y de la Armada de Barcelona i també va fer de jurat en diverses competicions, entre elles una eliminatòria per decidir els participants espanyols en els Jocs Olímpics de París de 1924.

### Ramon Mola Vidal (1926)
Era tinent d'infanteria i el 1924 va resultar greument ferit en una competició d'esgrima, però es va recuperar i el 1933 va guanyar la Copa President de la República i el 1934 es va proclamar campió d'Espanya d'espasa. Tirador del Círculo Militar de Barcelona va ser president de la federació a l'inici de l'any 1926, però va dimitir el mes de maig.

### Josep Maria de Pallejà i Ferrer-Vidal(1926-1929)
Va ser jugador de polo, expert tirador al plat i tirador d'esgrima abans, durant i després de ser president de la federació, càrrec que va ocupar entre 1926, quan va substituir el dimitit Ramon Mola, i el 1939. Després de la Guerra Civil, es va encarregar de la reconstrucció de l'esgrima catalana com a delegat d'aquest esport del Consejo Nacional de Deportes. Malgrat que va practicar més el polo en el Reial Club de Polo i l'esgrima en el Círculo Ecuestre de Barcelona, va ser l'únic esportista espanyol que va participar en la modalitat de tir al plat en els Jocs Olímpics de París el 1924. Va ser membre del Comitè Olímpic Espanyol.

### Alfons Ardura Altuna(1929-1931)
Destacat tirador va guanyar diversos campionats d'Espanya de sabre, la seva millor arma. Va ser mestre d'armes en les modalitats de sabre i espasa de la Societat de Foment de l'Esgrima de Barcelona, de la qual també va ser president. També ser president del Reial Club Deportiu Espanyol el 1913.

### Eusebi Bertrand Serra (1931-1933)
Reconegut esportista va practicar molt esports, principalment la vela, com a regatista i armador del Reial Club Marítim de Barcelona, l'automobilisme, com a pilot de ral·lis, i l'esgrima. Com a dirigent esportiu va ser membre de la Junta Directiva del Reial Club Nàutic de Barcelona, president del primer Saló de l'Automòbil de Barcelona.

### Alvaro Camín de Lara (1934-1936)
Era president de la federació quan va esclatar la Guerra Civil i va paralitzar l'activitat. Després de la Guerra, entre els anys cinquant i setanta, va ser secretari del Círculo Ecuestre de Barcelona.

### Lluís Burguera Salmero (1946-1949)
No consta qui va ser el president de la federació després de la Guerra Civil. Només se sap que el coronel Alberto Caso va ser nomenat el 1939 delegat del Consejo Nacional de Deportes per reorganitzar l'esgrima a l'estat i que Josep Maria Pallejà era el delegat provisional per Catalunya, però es desconeix qui el va substituir. El següent president del qual hi ha constància és Lluís Burguera, que va presidir la federació entre 1946 i 1949.

### Jesús López-Lara Mallor (1949-1956)
Va ingressar a l'Acadèmia Militar el 1908 i va arribar a coronel. Com a tirador va participar en els Jocs Olímpics de París del 1924, on va ser semifinalista amb l'equip espanyol d'’espasa. Va ser un dels primers espanyols a aconseguir ser designat president de jurat per a competicions internacionals per la Federació Internacional d'Esgrima, i durant el seu mandat, la federació va rebre la primera Copa del Generalísimo, que premiava les federacions amb més bons resultats als campionats d'Espanya. El 25 de març de 1956 va quedar destituïda tota directiva i es va crear una comissió gestora.

### Mateu Molleví Ribera(1956-1960)
Va practicar la natació, la gimnàstica, la vela, el futbol i el tennis taula. Va compaginar durant uns anys el càrrec de president de la Fereració Catalana d'Esgrima amb la presidència de la Federació Catalana de Natació, que va ocupar de 1957 a 1967. Durant la seva presidència es va disputar la primera edició del Trofeu Internacional Ciutat de Barcelona d'Esgrima.

### Biosca Cancio (1962-1969)
Després de dos anys sense que ningú ocupés la presidència, Jaume Biosca va accedir al càrrec el 1962 i es va proposar fer entrar aquest esport a la universitat per augmentar els seus practicants.

### Jordi Kun Roisner (1969-1972)
Tirador del Centro Cultural de los Ejércitos, es va aficionar a l'esgrima a les Milícies Universitàries a Melilla, on va començar a practicar el pentatló modern. La seva especialitat era el sabre, amb què el 1963 es va proclamar campió de Catalunya. Va ocupar la presidència durant tres anys.

### Alexandre Colominas Villafranca(1972-1977)
Durant el seu mandat es va disputar el Torneig Internacional de la Mercè amb la participació de campions olímpics i del món, i el col·legi Sant Miquel de Barcelona va inaugurar una sala d'armes, es va contractar l'entrenador italià Pierluigi Chica i es va pujar el nivell de l'esgrima a Catalunya

### Enric Castell Borrell (1977-1980)
Durant el seu mandat es van fundar el que encara és el club més important de Catalunya, la Sala d'Armes de Montjuïc (SAM), i el Club d'Esgrima FIDES després d'una escissió de la Sala d'Armes de Montjuïc (SAM). Catalunya va guanyar dues Copes del Rei consecutives i va aconseguir trencar el domini de Madrid .

### Xavier Ribalta Balcells (1981-1993)
Va ser el primer president de la recuperada Federació Catalana d'Esgrima amb personalitat jurídica pròpia. Durant la seva presidència, el 1982 va convertir en internacional el Trofeu Ciutat de Barcelona, i el 1985 Barcelona va acollir per primera vegada el Mundial d'esgrima, va promoure l'esgrima en l'àmbit escolar i en els municipis de poca població de Catalunya.

### Alejandro Rodríguez Marín (1993-1996)
Va ser president entre els anys 1991 i 1993 de la Sala d'Armes de Montjuïc (SAM). Com el seu predecessor en el càrrec, va potenciar la participació internacional en el Torneig Ciutat de Barcelona i va seguir promovent aquest esport i la seva versió paralímpicaa les escoles catalanes per mitjà d'iniciatives lúdiques com el Festival de la Infància de Barcelona.

### Carles Domingo Díaz (1996-1997)
Membre de la secció d'esgrima del Club Universitari de Barcelona i després de la Sala d'Armes de Montjuïc (SAM), va ser el president de la federació entre els anys 1996 i 1997, després d'haver format part de la seva Junta Directiva des de 1993.

### Miquel Roca Carbonell (1997-2006)
Va participar amb la selecció estatal a set Campionats del Món, a uns Jocs del Mediterrani, a una Universiada i als Jocs Olímpics de Moscou. Durant la seva presidència es va crear un dens calendari esportiu i un ambiciós pla de tecnificació. També es va fundar la Sala d'Esgrima d'Amposta (SEA), que aviat començaria a donar tiradors de molt alt nivell.

### Xavier Iglesias Reig(2006-2011)
Abans d'arribar a la presidència, havia estat vicepresident entre el 2005 i el 2006, director esportiu des del 1995 al 2000, i tècnic d'esgrima de la mateixa federació i del club Sala d'Armes de Montjuïc (SAM) des del 1985 al 1994. Durant el seu mandat van tenir lloc alguns dels èxits esportius internacionals més destacats d'esportistes entrenats a Catalunya, com el Campionat del Món i d'Europa cadet d'en Pau Rosselló el 2007 o la medalla de bronze al Campionat del Món júnior dels ampostins Pau Rosselló i Mònica Cid el 2008. L'any 2008 va impulsar la celebració del “Primer Congrés de Ciència i Tecnologia de l'Esgrima”.

### Miquel Ojeda Ciurana (2011-2023)
Com a tirador, va participar en deu Campionats del Món i va guanyar el Campionat d'Espanya en la modalitat de floret individual i per equips, també és mestre d'armes i àrbitre internacional. Va ser president de la Sala d'Armes de Montjuïc (SAM) des del 2003, i també havia estat tresorer de la federació durant la presidència de Miquel Roca i secretari general durant la de Xavier Iglesias.. Des que es va fer càrrec de la federació, va prioritzar la sostenibilitat econòmica, la descentralització en la celebració de competicions, i la internacionalització de l'esgrima catalana. Va impulsar la creació de la competició de Copa del Món de Terrassa, que abans tenia lloc a Madrid.